# Hayes Dockrell
Thomas Hayes Dockrell (Dublino, 16 marzo 1907 – Northampton, 4 gennaio 1970) è stato un nuotatore e pallanuotista irlandese.
Ha fatto parte dell'Irlanda, che ha partecipato, nel torneo di pallanuoto, ai Giochi di Amsterdam 1928. Nello stesso torneo olimpico era stato selezionato come nuotatore per la Staffetta 4x200 stile libero, ma alla fine non ha gareggiato.
Era il fratello e nipote rispettivamente dei nuotatori olimpici Marguerite e George Dockrell.